# Na Radosti (samota)
Šumavská samota Na Radosti (původní název Schenkenberg) se nachází 5 kilometrů západně od Vimperka.
Zdejší kapli Nejsvětějšího Srdce Ježíšova nechal vystavět vimperský knihtiskař Johann Steinbrener a kaple se stala zakrátko vyhledávaným poutním místem. Jedná se o nevelkou kapli z pálených cihel, stavebně vycházející z jednolodních románských malých kostelů.  Aby zde mohl trvale pobývat a vykonávat denně bohoslužby duchovní, Steinbrener nechal na lesní pasece, kde dal vystavět kapli, vybudovat i obytné stavení. Od roku 1893 zde strávil poslední roky života duchovní Johann Jungbauer, který byl i prvním v této kapli sloužícím duchovním a přímo zde na Schenkenbergu i 21. ledna 1896 zemřel.
Až později Steinbrener zakoupil (stejně jako předtím pro kapli) další okolní pozemky a nechal zde vystavět své letní sídlo, inspirované architekturou švýcarských alpských stavení, doplněné o hospodářské budovy. Společenský a hospodářský rozkvět místa ukončila druhá světová válka a poté i poválečná doba, kdy 5. září roku 1945 došlo k vyvlastnění pozemků a budov, včetně kaple. Vzhledem k blízkosti kasáren se lokalita stala součástí vojenského prostoru a neudržované objekty začaly chátrat.
Kaple Nejsvětějšího Srdce Ježíšova  a její okolí před rekonstrukcí je vidět v klipu Tráva  Anety Langerové, která zde v roce 2014 s kapelou chystala materiál pro své album Na Radosti. Kaple, stejně tak ještě před rekonstrukcí, se rovněž objevila v klipu Petra Hejny Místa Klidu.. Zchátralá kaple Nejsvětějšího Srdce Ježíšova byla v průběhu roku 2015 obnovena díky státnímu podniku Lesy České republiky a dne 23. října 2015 slavnostně vysvěcena. 

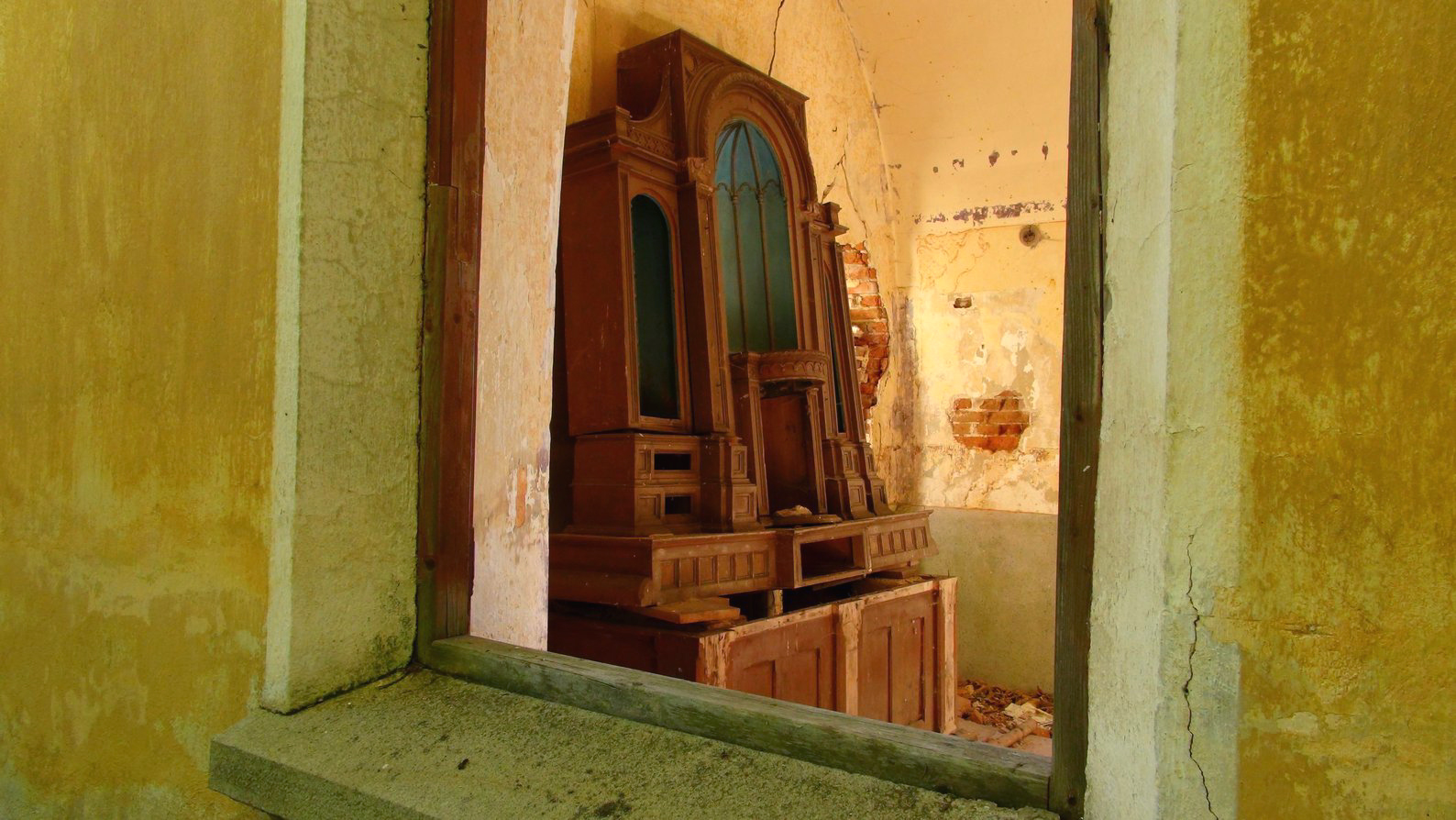
Interiér kaple Nejsvětějšího Srdce Ježíšova před rekonstrukcí

Ke kapli Nejsvětějšího Srdce Ježíšova  a samotě Na Radosti vede krátká lesní cesta od autobusové zastávky Vimperk, Kamenná Lhota. U této zastávky se na protější straně silnice nachází lesní rybník Kramata, sloužící ke koupání a rybolovu.